# Chingsang
Le titre de Chinsan (mongol : ᠴᠢᠩᠰᠠᠩ, VPMC : Chingsang, cyrillique : Чинсан, MNS : Chinsan ; chinois : 丞相 ; pinyin : chéngxiàng, littéralement, ministre d'État, premier ministre ou grand conseiller) est un titre mongol de gouvernance.